# Список президентов Сирии
Президент Сирии (араб. رئيس سوريا‎) является главой государства, исполнительной власти и верховным главнокомандующим вооружёнными силами. Президент обладает широкими полномочиями, некоторые из которых его решением могут быть переданы нескольким вице-президентам. Он назначает и освобождает от должности вице-президентов, других членов правительства, высших должностных лиц в вооружённых силах и т.д., а также обладает рядом обязанностей.
После свержения президента Башара Асада и отстранения от власти партии Баас в результате наступления сирийской оппозиции в 2024 году президентом на переходный период был назначен Ахмед Хусейн аш-Шараа.

## Правовой статус
Согласно Конституционной декларации от 13 марта 2025 года, президент Сирии
- формирует верховный комитет для избрания членов Народного собрания (статья 24);
- назначает одну треть Народного собрания для обеспечения справедливого представительства и эффективности (статья 24);
- является Верховным главнокомандующим армии и вооружённых сил и несёт ответственность за управление делами  страны, её территориальную целостность, а также защиту интересов народа (статья 32);
- назначает одного или нескольких вице-президентов, определяет их полномочия, снимает их с должности и принимает их отставки (статья 34);
- назначает министров, которые приносят присягу перед ним самим, снимает их с должности и принимает их отставки (статья 35);
- издаёт исполнительные и нормативные акты, контрольные постановления, президентские указы и решения в соответствии с законодательством (статья 36).
- представляет государство и несёт ответственность за окончательное подписание договоров со странами и международными организациями (статья 37);
- назначает и освобождает от должности глав дипломатических представительств в иностранных государств и принимает верительные грамоты глав иностранных дипломатических представительств в Сирийской Арабской Республике (статья 38);
- издаёт законы, одобренные Народным собранием, и он имеет право опротестовать их мотивированным решением в течение одного месяца со дня их получения от Собрания, которое их рассматривает, но они не могут быть приняты после возражения, кроме как с одобрения двух третей Народного собрания, и в этом случае президент издаёт их указом (статья 39);
- вправе даровать особое помилование и реабилитацию (статья 40);
- объявляет всеобщую мобилизацию и войну после одобрения Совета национальной безопасности, он вправе объявить чрезвычайное положение, в случае возникновения серьёзной и непосредственной опасности, угрожающей национальному единству, целостности и независимости Родины или препятствующей государственным институтам выполнять свои конституционные обязанности, частично или полностью, на максимальный период в три месяца в обращении к народу после одобрения Совета национальной безопасности и консультаций с председателем Народного собрания и Верховного Конституционного суда, которое может быть продлено второй раз только с одобрения Народного собрания (статья 41).

Народное собрание Сирии имеет право отстранить президента от власти или ограничить его полномочия.

## Порядок избрания
Согласно Конституционной декларации от 13 марта 2025 года, религией президента республики является ислам. 13 марта 2014 года парламент Сирии утвердил закон о президентских выборах на альтернативной основе. В нём, в частности, прописывается, что кандидатом на пост главы государства может быть гражданин республики, достигший возраста 40 лет, проживающий на Родине последние 10 лет и не имеющий иностранного гражданства.
Приём заявлений от граждан, на выдвижение кандидатуры на пост президента, осуществляет Высший конституционный суд. Далее гражданин должен получить поддержку минимум 35 членов парламента страны. И после этого Конституционный суд Сирии регистрирует кандидата в президенты.

## Порядок вступления в должность
Согласно статье 33-й Конституционной декларации от 13 марта 2025 года, президент Сирии приносит конституционную присягу перед Народным собранием. 
При вступлении в должность формулировка присяги президента Сирии должна быть следующей:

«Клянусь Всемогущим Богом верно хранить и защищать суверенитет государства, единство страны, целостность её территорий и независимость её решений. Обязуюсь уважать закон, защищать интересы людей и со всей искренностью и честностью стремиться обеспечить им достойную жизнь, добиться справедливости среди них и привить благородные ценности и добродетельную мораль».

## Обязанности президента
Согласно Конституционной декларации от 13 марта 2025 года (статья 42), президент Сирии осуществляет следующие обязанности:
- реализует утвержденные законы, планы и программы,
- управляет государственные дела и реализирует государственную политику, направленную на достижение стабильности и развития,
- готовит законопроекты для представления президентом республики Народному собранию,
- готовит общие планы государства,
- управляет общественными ресурсами государства и обеспечивает их эффективное и прозрачное использование,
- восстановливает государственные институты и укрепляет верховенство права и эффективного управления.
- создаёт институт безопасности для обеспечения повышения внутренней безопасности и стабильности, а также защиты прав и свобод граждан,
- создаёт профессиональную национальную армию, миссия которой заключается в защите границ и суверенитета страны, а также в защите народа с патриотизмом и преданностью, при полном соблюдении действующих законов,
- укрепляет международные связи и сотрудничество с международными организациями для достижения национальных интересов.

## Список глав Сирии

### Короли Сирии, 1920
| № | Фото | Король   | Срок правления | Срок правления |
| № | Фото | Король   | Начало         | Окончание      |
| - | ---- | -------- | -------------- | -------------- |
| 1 |      | Фейсал I | 8 марта 1920   | 28 июля 1920   |

### Руководители французского мандата, 1922—1936
| №     | Фото | Руководитель французского мандата в Сирии | Срок правления  | Срок правления  |
| №     | Фото | Руководитель французского мандата в Сирии | Начало          | Окончание       |
| ----- | ---- | ----------------------------------------- | --------------- | --------------- |
| 1     |      | Субхи Бей Баракат аль-Халиди              | 29 июня 1922    | 21 декабря 1925 |
| и. о. |      | Франсуа Пьер-Алип                         | 9 февраля 1926  | 28 апреля 1926  |
| 2     |      | Ахмад Нами                                | 28 апреля 1926  | 15 февраля 1928 |
| 3     |      | Таджеддин аль-Хасани                      | 15 февраля 1928 | 19 ноября 1931  |
| 4     |      | Мухаммед Али-Бей аль-Абид                 | 11 июня 1932    | 21 декабря 1936 |

### Президенты Сирии, 1936 — настоящее время
| №     | Фото | Президент            | Срок правления   | Срок правления     | Партия                                                                                         | Комментарии |
| №     | Фото | Президент            | Начало           | Окончание          | Партия                                                                                         | Комментарии |
| ----- | ---- | -------------------- | ---------------- | ------------------ | ---------------------------------------------------------------------------------------------- | --- |
| 1     |      | Хашим Аль-Атаси      | 21 декабря 1936  | 7 июля 1939        | Национальный блок                                                                              | |
| и. о. |      | Насухи аль-Бухари    | 7 июля 1939      | 9 июля 1939        |                                                                                                | Исполняющий обязанности |
| 2     |      | Бахидж Аль-Хатиб     | 10 июля 1939     | 16 сентября 1941   | Беспартийный                                                                                   | Был отправлен в отставку Шарлем Де Голлем |
| и. о. |      | Халед Аль-Азем       | 4 апреля 1941    | 16 сентября 1941   |                                                                                                | Исполняющий обязанности |
| 3     |      | Таджеддин Аль-Хасани | 16 сентября 1941 | 17 января 1943     | Поддерживал Национальный блок                                                                  | Умер в 1943 |
| 4     |      | Джамиль Аль-Ульши    | 17 января 1943   | 25 марта 1943      | Беспартийный                                                                                   | |
| и. о. |      | Ата Бей аль-Айюби    | 25 марта 1943    | 17 августа 1943    |                                                                                                | Исполняющий обязанности |
| 5     |      | Шукри Аль-Куатли     | 17 августа 1943  | 30 марта 1949      | Национальный блок                                                                              | Был свергнут в результате военного переворота 1949 года |
| 6     |      | Хусни Аз-Заим        | 30 марта 1949    | 14 августа 1949    | Поддерживал Сирийскую социальную националистическую партию                                     | Был свергнут другими военными деятелями Адибом аш-Шишакли и Сами аль-Хиннави и казнён |
| и. о. |      | Сами аль-Хиннави     | 14 августа 1949  | 14 августа 1949    | Сирийская социальная националистическая партия                                                 | Временный президент |
| 7     |      | Хашим Аль-Атаси      | 15 августа 1949  | 2 декабря 1951     |                                                                                                | Временный президент; подал в отставку после военного переворота 1951 года, организованного Адибом аш-Шишакли |
| 8     |      | Фаузи ас-Селу        | 3 декабря 1951   | 11 июля 1953       | Беспартийный; получал поддержку от Арабского Освободительного Движения, основанного аш-Шишакли | Был отправлен в отставку Адибом аш-Шишакли |
| 9     |      | Адиб аш-Шишакли      | 11 июля 1953     | 25 февраля 1954    | Сирийская социальная националистическая партия Арабское Освободительное Движение               | Был свергнут в результате государственного переворота 1954 года; бежал в Ливан, а затем в Бразилию, где был убит                                                                                                  |
| и. о. |      | Маамун аль-Кузбари   | 26 февраля 1954  | 28 февраля 1954    | Арабское Освободительное Движение                                                              | Исполняющий обязанности |
| 10    |      | Хашим Аль-Атаси      | 28 февраля 1954  | 6 сентября 1955    |                                                                                                | Временный президент |
| 11    |      | Шукри Аль-Куатли     | 6 сентября 1955  | 22 февраля 1958    | Национальная партия                                                                            | |
| 12    |      | Гамаль Абдель Насер  | 22 февраля 1958  | 29 сентября 1961   | Арабский социалистический союз                                                                 | Руководил Объединённой Арабской Республикой вплоть до своей смерти в 1970 году, Сирия вышла из состава республики в 1961 году                                                                                     |
| и. о. |      | Маамун аль-Кузбари   | 29 сентября 1961 | 20 ноября 1961     | Беспартийный                                                                                   | Исполняющий обязанности |
| и. о. |      | Иззат ан-Нусс        | 20 ноября 1961   | 14 декабря 1961    | Беспартийный                                                                                   | Исполняющий обязанности |
| 13    |      | Назим аль-Кудси      | 14 декабря 1961  | 8 марта 1963       | Народная партия                                                                                | Был свергнут в результате Революции 8 марта, учинённой военным комитетом сирийского отделения Партии арабского социалистического возрождения (Баас); после был арестован, но освобождён                           |
| 14    |      | Луай Аль-Атаси       | 9 марта 1963     | 27 июля 1963       | Баас                                                                                           | Был назначен на должность Председателя Национального совета Революционного командования (де-факто — Президента Сирии); подал в отставку по собственному желанию и ушёл из политики                                |
| 15    |      | Амин Аль-Хафез       | 27 июля 1963     | 23 февраля 1966    | Баас                                                                                           | Председатель Национального совета Революционного командования, позже — председатель Президентского совета Сирии; в 1966 году был свергнут представителями левого крыла партии Баас                                |
| 16    |      | Нуреддин Аль-Атаси   | 25 февраля 1966  | 18 ноября 1970     | Баас                                                                                           | Свергнут и отправлен в тюрьму Хафезом Аль-Асадом |
| и. о. |      | Ахмад аль-Хатиб      | 18 ноября 1970   | 22 февраля 1971    | Баас                                                                                           | Временный президент |
| 17    |      | Хафез аль-Асад       | 22 февраля 1971  | 10 июня 2000       | Баас                                                                                           | Принял участие в трёх государственных переворотах (1963, 1966, 1970), последний из которых организовал самостоятельно. Руководил страной 29 лет, делал курс на усиление президентской власти. Скончался на посту. |
| и. о. |      | Абдель Халим Хаддам  | 10 июня 2000     | 17 июля 2000       | Баас                                                                                           | Исполняющий обязанности; с 1984 года находился на посту вице-президента Сирии, в 2005 году подал в отставку и переехал во Францию. Находясь за границей критиковал правительство Сирии.                           |
| 18    |      | Башар аль-Асад       | 17 июля 2000     | 8 декабря 2024     | Баас                                                                                           | Унаследовал власть от отца. Правил 24 года, многократно обвинялся в военных преступлениях. Был свергнут 8 декабря 2024 года в результате наступления оппозиции и вооружённого взятия Дамаска.                     |
| 19    |      | Ахмед аш-Шараа       | 8 декабря 2024   | по настоящее время | Беспартийный                                                                                   | Один из предводителей восстания сирийской оппозиции. До этого являлся джихадистом и использовал псевдоним Абу Мухаммад аль-Джулани. Провозглашен временным президентом 29 января 2025                             |